# Estany de l'Illa
Estany de l'Illa är en reservoar i Andorra.   Den ligger i parroquian Encamp, i den sydöstra delen av landet nära gränsen till Spanien. Estany de l'Illa ligger 2 504 meter över havet.
Trakten runt Estany de l'Illa består i huvudsak av gräsmarker och kala bergstoppar.